# Académico de Viseu Futebol Clube
O Académico de Viseu Futebol Clube, popularmente conhecido como Académico de Viseu ou simplesmente Académico, é um clube de futebol português com sede na cidade de Viseu. Fundado em 1914 como Clube Académico de Futebol, o clube sofreu várias alterações ao longo dos anos, encerrando as suas atividades em 2005 devido a problemas financeiros e sendo refundado com o nome atual . Atualmente, o clube disputa a Liga Portugal 2, jogando em casa no Estádio do Fontelo com capacidade para 6 912 pessoas sentadas.

## História
O clube viseense originalmente fundado, a 7 de junho de 1914, como Sport Clube Académico, teve o seu primeiro jogo a 15 de junho com a realização de um jogo de futebol, entre os "Teams de Viseu e de Tondela, pelas 2 horas da tarde, no Campo de Viriato". Contudo, no último ano dessa década, o clube altera pela primeira vez o seu nome para Académico Futebol Clube.
Passados mais 4 anos, em 1923, o clube altera pela segunda vez a sua designação para União Académica de Viseu f, até que em 1927, nova mudança acontece, desta feita para Clube Académico de Futebol, nome com o qual viria a realizar os maiores êxitos da sua história. 
O Clube Académico de Futebol (CAF), que assim se designou até 5 de Janeiro de 2006, foi declarado insolvente por decisão judicial, num processo derivado de vários problemas financeiros. Todavia, até à sua reestruturação, o Clube Académico de Futebol continuou ativo nos escalões de formação de futebol e nas restantes modalidades nas quais competia.
Assim nesse mesmo ano, um "Protocolo" celebrado com o O Grupo Desportivo de Farminhão fez renascer o clube, levando à quarta e última alteração de nome na sua história, como Académico de Viseu Futebol Clube e consequente mudança de sede para o Fontelo, suas cores e emblema do extinto CAF.
O CAF, um histórico clube da cidade de Viseu que participou em 4 campeonatos da I Divisão Nacional e sempre foi mais conhecido como 'Académico de Viseu’. Em 2006, depois da insolvência e restruturação com o "Farminhão" que militava na I Divisão Distrital da Associação de Futebol de Viseu. Depois de duas épocas na distrital, o Académico de Viseu FC subiu à III Divisão Nacional, na época 2008/09, como segundo classificado. Na época 2012/13 obteve o direito a participar na Segunda Liga de Futebol Profissional.
O presidente e administrador da SAD António Silva Albino esteve à frente do clube desde 2007 da SAD dos viseense até á sua morte em Maio 2022.

Em 2021, o investidor alemão Dietmar Hopp segura 51 % no Académico de Viseu com a sua empresa HOBRA GmbH & Co. KG. A ideia inicial é transferir jovens jogadores entre os clubes do Barra FC no Brasil e TSG Hoffenheim na Alemanha, ao mesmo tempo se possa afirmar no fuetebol português.